# Crinum hildebrandtii
Crinum hildebrandtii là một loài thực vật có hoa trong họ Amaryllidaceae. Loài này được Vatke mô tả khoa học đầu tiên năm 1876.